# Popillia unguicularis
Popillia unguicularis är en skalbaggsart som beskrevs av Ohaus 1920. Popillia unguicularis ingår i släktet Popillia och familjen Rutelidae. Inga underarter finns listade i Catalogue of Life.